# Indigofera microcarpa
Indigofera microcarpa är en ärtväxtart som beskrevs av Nicaise Auguste Desvaux. Indigofera microcarpa ingår i släktet indigosläktet, och familjen ärtväxter. Inga underarter finns listade i Catalogue of Life.